# Platyzosteria tricaudata
Platyzosteria tricaudata är en kackerlacksart som beskrevs av Karlis Princis 1954. Platyzosteria tricaudata ingår i släktet Platyzosteria och familjen storkackerlackor. Inga underarter finns listade i Catalogue of Life.